# 星乃美慧
星乃 美慧（ほしの みえ、7月28日 - ）は、日本のアイドル、コスプレイヤー。山梨県出身。愛称は、みーたん、ほしの、ぱわみ。満月のように丸い丸顔が特徴。旧芸名・星乃 美恵（読みは現芸名に同じ）。

## 概略
2012年に株式会社ファミリアエンジェル第一期生として所属。アイドルユニット「Ⅳ☆P-Mode（フォーピーモード）」を結成。中古車専門店プラウドにてプラウドガールとしてUST番組「プラウドガールのweekend-drive」を配信。同時期にレインボータウンエフエム放送「サタマニ♪」にてサブMC担当。同番組内コーナー「Ⅳ☆P-Modeラブトレジャー」に出演。同年8月にⅣ☆P-Mode初シングル「BE WITH YOU～ドライブに連れて行って～」にてCDデビュー。
2013年4月「BE WITH YOU～ドライブに連れて行って～」が千葉テレビ「サンドウィッチマン クイズ ザ プレゼンショー」4月ED曲とタイアップ。。同年ファミリアエンジェルを脱退。その後フリー。
2013年12月ホリゾンリンク株式会社公式ニコニコチャンネル「ほりぞん☆チャンネル」メインMC。
2014年11月株式会社アイツー「トラベルシム」紹介VTR出演、ナレーション。
2016年現在役者としても活動中。

## 人物
中学時代にバスケ部に1年だけ所属、演劇部と美術部を兼部していた。高校時代は生徒会に所属している。高校卒業後はイラスト系の専門学校へ進学をする予定であったが、趣味のコスプレで自分の衣装を作るために、直前で服飾系の専門学校へ進路変更をした。趣味はヒトカラとコスプレと落語とネットサーフィング。特技は一輪車と半田付けと裁縫。好きな食べ物は、にんにく、馬刺し、父親が作るすき焼き、焼き鳥、パフェ。

## 出演

### ラジオ
- サタマニ♪（レインボータウンFM、2012年4月 - 2013年2月）[3]

### ネット番組
- プラウドガールのウィークエンドドライブ（Ustream、2012年4月 - 2013年2月）[2]
- ほりぞん☆チャンネル（ニコニコチャンネル、2013年12月 - 2014年5月）[6]
- ほしぷろ（ニコニコ生放送、2014年12月 - ）[8]
- 絶対領域ニーハイプロデュース企画（ニコニコ生放送、2014年12月 - ）[9]

### その他
- 中古車専門店プラウド「プラウドガール」（2012年4月 - 2012年11月）[2]
- トラベルシム（Youtube、2014年11月）[7]

### CD
- BE WITH YOU～ドライブに連れて行って～（Ⅳ☆P-Mode、2012年8月）[1]

（タイアップ「サンドウィッチマン クイズ ザ プレゼンショー」千葉テレビ、2013年4月ED）